# スラバヤ沖海戦
スラバヤ沖海戦（スラバヤおきかいせん、英語: Battle of the Java Sea、オランダ語: Slag in de Javazee）は、太平洋戦争最初の水上部隊間の海戦である。1942年2月27日に勃発した。当時、日本軍はジャワ島の攻略に向かっており、その輸送船団を護衛するために艦隊が派遣された。そしてスラバヤ沖でカレル・ドールマン司令官率いるアメリカ、イギリス、オランダ、オーストラリア連合艦隊と遭遇し攻撃を受けた事で戦いが勃発。日本側は高木武雄司令官率いる巡洋艦4隻と駆逐艦14隻であり、連合国側は巡洋艦5隻と駆逐艦10隻であった。戦いは7時間にわたって続き、その砲撃戦や魚雷戦は結局日本側の勝利に終わり、連合国側は巡洋艦2隻と駆逐艦5隻が沈没し、ドールマン司令官は戦死した。一方日本側の被害は駆逐艦1隻の損傷であった。

## 海戦の背景
太平洋戦争の勃発と共に、日本海軍はマレー沖海戦でイギリス東洋艦隊の主力戦艦のプリンス・オブ・ウェールズ、レパルスを撃沈し、東南アジア方面の最大の脅威を排除した。日本軍はフィリピンを占領すると、つづいて資源地帯であるオランダ領インドネシア占領を目標とし、3つの進撃路を準備した。アジア大陸沿いにシンガポールを目指すルートと、ボルネオ島を経由して南進しスマトラ島へ至るルート、さらにフィリピンダバオからスラウェシ島両岸のマカッサル海峡・モルッカ海峡を経て、最終的にジャワ島を占領するルートである。
1942年（昭和17年）2月になると、日本軍はジャワ島占領を目的として行動を開始。陸軍の上陸船団とその護衛艦隊として、南方部隊（南方部隊指揮官/第二艦隊司令長官近藤信竹、旗艦「愛宕」）麾下の部隊が投入される。日本軍攻略船団は東西に分かれて進撃することになった。西部ジャワ攻略部隊（第十六軍、司令官今村均陸軍中将）はジャワ島西部のバタビアにむけ進軍し、東部ジャワ攻略部隊として第十四軍隷下の第48師団と坂口支隊が輸送船約40隻に分乗してジャワ島東部のスラバヤを目指した。ジャワ島南方海面には南方部隊指揮官/第二艦隊司令長官近藤信竹海軍中将の南方部隊本隊（旗艦「愛宕」）と南雲機動部隊が進出し、脱出しようとする連合軍艦艇の掃蕩をおこなっていた。
東部ジャワ攻略部隊を護衛するのは、蘭印部隊（蘭印部隊指揮官/第三艦隊司令長官高橋伊望海軍中将、旗艦「足柄）麾下の、第二水雷戦隊、第四水雷戦隊、第五戦隊、第四航空戦隊、第十一航空戦隊等であった。東部ジャワ攻略部隊は、第一護衛隊（指揮官/第四水雷戦隊司令官西村祥治海軍少将：軽巡那珂、駆逐艦8、掃海艇5、駆潜艇5、他3）も含めると、約60隻に及ぶ大規模な船団であった。これらはスラバヤ西方のクラガン海岸を上陸目標としてマカッサル海峡を南下、ジャワ海を航行していた。バリ島攻略作戦やチモール攻略作戦に従事していた主隊（足柄、山風、江風）、東方支援隊（那智、羽黒、雷、曙）、第二護衛隊（指揮官/第二水雷戦隊司令官田中頼三海軍少将、軽巡神通、第16駆逐隊、第7駆逐隊第1小隊〈潮、漣〉）、妙高等も漸次輸送船団護衛に加わった。
ベトナムのサンジャックに待機中だった馬来部隊（馬来部隊指揮官/第一南遣艦隊司令長官小沢治三郎海軍中将）麾下の第四航空戦隊（司令官角田覚治少将：空母龍驤）と第七戦隊（司令官栗田健男少将：最上型重巡洋艦4隻）は、27日朝になってから南方部隊指揮官近藤信竹第二艦隊司令長官より蘭印部隊編入とバタビア方面作戦協力を命じられる。龍驤は27日午後に急遽出動したが、28日までの戦闘には間に合わなかった。
対する連合国軍は日本軍の進撃を阻止すべくアメリカ（American）・イギリス（British）・オランダ（Dutch）・オーストラリア（Australian）の各国軍で構成されたABDA司令部を設置し、ジャワやオーストラリアの防衛のため艦隊を再編した。トーマス・C・ハート（米海軍大将・アジア艦隊司令長官）はカレル・ドールマン少将を司令長官とするABDA艦隊を編成する。しかし以後の作戦中に各国海軍共通の信号用符号を制定する時間的余裕がなかった為、指揮系統は脆弱であった。
母国をナチス・ドイツに占領されたオランダにとって、極東の植民地は最後の拠点であった。オランダ亡命政府はアメリカ軍が極東の防衛に真剣でないと判断し、アメリカ人のハート大将を解任し、オランダ人のコンラッド・ヘルフリッヒ中将（東インド諸島出身）を司令官とする人事を連合軍に行わせている。しかし、既にシンガポールの戦いでシンガポールは陥落。大規模海軍基地を失ったことで、連合軍は損傷艦の修理や補給も難しい状態になっていた。その上、ジャワ沖海戦やバリ島沖海戦などの小規模海戦で連合軍に損傷艦が続出する。たとえば重巡ヒューストンは損傷により前部砲塔6門しか使用できなかった。さらに連合軍にとっての痛撃は、オーストラリアからジャワ島に至る戦闘機中継基地ティモール島を占領され、くわえて2月19日の南雲機動部隊のポートダーウィン空襲により北部豪州主要港のダーウィンが大打撃を受け、ジャワとオーストラリアの連絡線が遮断された事であった。
この時点でABDA連合は、既に現有戦力ではジャワの防衛は不可能と判断して撤退を始めていた。2月21日、アーチボルド・ウェーヴェル大将はイギリスのウィンストン・チャーチル首相に、ジャワの防衛が絶望的であると報告した。2月25日の時点でウェーヴェル将軍はジャワを去った。ジャワにはドールマン少将指揮の艦隊の他はアメリカ、オーストラリアの少数の航空機が残されているのみで、ABDA司令部の主だったメンバーは既にセイロンやオーストラリアへ脱出しており、残っているのはオランダ軍だけであった。

## 参加兵力

### 日本軍艦艇

#### 2月27日の合戦兵力
指揮官：第三艦隊司令長官（蘭印部隊指揮官）高橋伊望中将（旗艦足柄座乗）
- 第五戦隊[注 1]司令官：高木武雄少将
  - 重巡洋艦/那智、羽黒
  - 第七駆逐隊第一小隊
    - 駆逐艦/潮、漣

  - 第二十四駆逐隊小隊[注 2]
    - 駆逐艦/山風、江風
- 第二水雷戦隊 司令官：田中頼三少将
  - 軽巡洋艦/神通
  - 第十六駆逐隊
    - 駆逐艦/雪風、時津風、初風、天津風
- 第四水雷戦隊 司令官：西村祥治少将
  - 軽巡洋艦/那珂
  - 第二駆逐隊
    - 駆逐艦/村雨、五月雨、春雨、夕立

  - 第九駆逐隊[注 3]
    - 駆逐艦/朝雲、峯雲

※陸軍輸送船団および護衛艦艇については省略。

#### 3月1日の合戦兵力
- 蘭印部隊主隊指揮官：第三艦隊司令長官高橋伊望中将
  - 重巡洋艦/足柄、妙高[注 4]
- 主隊附属
  - 第六駆逐隊小隊
    - 駆逐艦/雷、電

  - 第七駆逐隊小隊
    - 駆逐艦/曙
- 第五戦隊司令官：高木武雄少将
  - 重巡洋艦/那智、羽黒
  - 第二十四駆逐隊小隊
    - 駆逐艦/山風、江風
- 第四航空戦隊 司令官：角田覚治少将
  - 空母/龍驤
  - 駆逐艦/汐風、松風[注 5]
- 第十一航空戦隊 司令官：藤田類太郎少将
  - 水上機母艦/千歳、瑞穂

### 連合国軍艦艇
米英蘭豪連合部隊指揮官：カレル・W・F・M・ドールマン少将
- オランダ海軍
  - 軽巡洋艦：デ・ロイテル（ドールマン少将旗艦）、ジャワ
  - 駆逐艦：コルテノール、ヴィテ・デ・ヴィット
- イギリス海軍
  - 重巡洋艦：エクセター
  - 駆逐艦：エレクトラ、エンカウンター、ジュピター
- アメリカ海軍
- 第5任務部隊　司令官：A・H・ルークス海軍大佐
  - 重巡洋艦：ヒューストン
  - 駆逐艦：ジョン・D・エドワーズ、ポール・ジョーンズ、ジョン・D・フォード、アルデン、ポープ
- オーストラリア海軍
  - 軽巡洋艦：パース

## 戦闘経過

### 海戦前夜
ドールマン少将は2月25日、バウエアン島（ジャワ島東ジャワ州）に日本軍襲来との報を得て、機関故障を起こしていた米駆逐艦ポープ以外の全艦でスラバヤより出撃した。しかし、この報は事実ではあったものの日本軍はまだ進軍途中で、彼の出撃が早すぎたために会敵に至らず一旦ドールマン少将はスラバヤに帰投する。その後ドールマン少将は各国海軍指揮官を呼び出して作戦会議を行い、26日になって再び日本軍接近中との報を得て出撃するも、いまだ日本軍は当該海域に達しておらず、26日、27日と索敵行動を続けたものの日本軍は発見できなかった。第一護衛隊指揮官西村祥治少将(四水戦司令官)も第五戦隊に対しスラバヤ方面の索敵を依頼したが、哨戒艇3隻を発見しただけだった。しかし日本軍航空隊（第二空襲部隊指揮官竹中龍造少将）は重巡1、軽巡2隻を含む有力水上艦隊の存在を報告しており、西村司令官は第五戦隊に対水上艦戦闘に備えるよう要請した。
一方連合軍艦隊は日本艦隊との海戦は夜戦になると見て水上偵察機(水偵)を陸揚げして出撃していた。2月27日早朝、日本軍の空襲を受けるが、被害はなかった。だが連日の戦闘配置によって乗員の疲労も高まっていた。そこでドールマン少将は一旦補給のため、再びスラバヤに帰投することとして艦隊を帰投進路に向けた。ヘルフリッヒ長官は「航空攻撃にかかわらず、貴官は東方に向い敵を捜索、攻撃するものとす」と攻撃続行を命じたが、ドールマンは艦隊乗組員が限界を超えると返答して後退を続けた。
しかしその直後の2月27日11時50分、バリクパパン基地所属の日本軍偵察機が連合軍艦隊を発見、触接し日本軍艦隊にその位置を通報した。また同日、カーチスP-40戦闘機 32機を搭載してジャワ方面に急行していた水上機母艦ラングレーが一式陸上攻撃機の爆撃で大破、駆逐艦ホイップル (USS Whipple, DD-217) およびエドサル (USS Edsall, DD-219) によって自沈処理された。

### 二月二十七日昼戦直前の経過
「敵艦隊発見」の報を受けたとき、第五戦隊部隊と第二水雷戦隊は第一護衛隊（第四水雷戦隊）及び輸送船団の北東約50浬を西進し、正午前後にそれぞれ南に転舵して第一護衛隊に続行した。日本艦隊はPBYカタリナ飛行艇やB-17爆撃機少数機の爆撃を受けたものの、高高度からの爆撃だったので、何の被害も受けなかった。この頃、日本艦隊は航空隊から『敵巡洋艦五隻、駆逐艦六隻、「スラバヤ」ノ310度63浬針路80度速力12節　1150』の報告を受け、日本艦隊指揮官（第五戦隊司令官高木武雄少将）は直ちに敵方に向かって増速、第二水雷戦隊に合同命令を出した上で旗艦の重巡那智の水偵による偵察を下令する。那智機は14時5分、連合軍艦隊を発見、日本艦隊に位置を通報した。また第四水雷戦隊も輸送船団の護衛指揮を若鷹艦長に任せると、第五戦隊に合同する運動を開始した。日本艦隊は連合軍艦隊が船団攻撃に向うのか、スラバヤに退避するのか判断しかねており、第五戦隊は速度を落とし、二水戦はそのまま南東進を続け、四水戦は反転して船団護衛の位置に戻った。
一方で連合軍艦隊はスラバヤに入港しようとしたところ、総司令部より日本軍船団発見の報が入ったため反転、当該海域へ向かった。巡洋艦部隊は先頭からデ・ロイテル - エクセター - ヒューストン - パース - ジャワの単縦陣で、英駆逐艦3隻が巡洋艦部隊前方、蘭駆逐艦2隻は左舷前方、米駆逐艦4隻は後方に配置されていた。これらの動きは全て上空触接していた那智機によって逐一日本艦隊へ送信されており、第五戦隊部隊・二水戦は連合軍艦隊による船団攻撃阻止のために敵艦隊との会敵予想針路を取った。第四水雷戦隊は那智機の電報を受信するのが遅れ、船団護衛を第24駆逐隊司令（駆逐艦海風座乗）に任せると、第五戦隊・第二水雷戦隊の後を追って予想会敵地点へ向った。1650頃、日本軍の第五戦隊、二水戦、四水戦から成る重巡2隻、軽巡2隻・駆逐艦14隻はおおむね並行してABDA艦隊方向へ進撃。天候は晴れ、日没1950、月出1653、月齢12であった。

### 第一次昼戦
17時前後、第五戦隊と合同中の第二水雷戦隊は、150度方向に敵らしき檣を認めた。一方で連合軍艦隊も先頭を行く英駆逐艦のエレクトラが『戦艦2隻を含む艦隊発見』を報じ（スラバヤ出撃後約30分）、すぐに巡洋艦2隻と駆逐艦12隻の日本艦隊と判明した。連合軍艦隊士官の証言によれば、那智と羽黒には気付いていなかったという。両軍とも直ちに戦闘速度に増速し、敵艦隊方向へと互いに針路を取った。17時30分以降、神通から1機、那智、羽黒から各2機（合計5機）の弾着観測機が射出された。この間、高木司令は第五戦隊直衛の駆逐艦4隻（潮、漣、山風、江風）を臨時に二水戦に派遣し、二水戦司令官の指揮下で行動するよう命じた。軽巡1隻・駆逐艦8隻となった第二水雷戦隊は単縦陣を形成し、那智、羽黒より敵艦隊に近い航路をとる。
海戦はスラバヤ北西約30マイル（48km）の海域ではじまった。日本艦隊は連合軍艦隊に対して右から左へ斜めに前を横切るいわば「T字戦法」を取ろうとしたが、これを嫌ったドールマン少将は艦隊針路をやや左に変針して、日本軍と同航砲戦を取る形とした。17時45分、まず神通が距離約17,000mで初弾を発砲。これらは連合軍艦隊先頭を行く英駆逐艦3隻を挟叉したが命中弾は得られなかった。英駆逐艦群も撃ち返すが、搭載していた12センチ砲には距離が遠すぎて日本艦隊へまともに届かなかった。二水戦が攻撃を始めている間に那智、羽黒は連合軍艦隊へ針路を並行とし、距離26,000mで砲撃を開始。これに対して17時48分、連合軍艦隊の巡洋艦部隊が反撃を開始、最も近距離の二水戦に向かって砲撃を始めた。実際にはABDA艦隊の方が先に射撃を開始、那智、羽黒にそれぞれ至近弾になったという。またエンカウンター、ジュピター、エレクトラは魚雷を発射し、日本艦隊に命中したと錯覚した。初弾から挟叉を浴びた二水戦司令田中頼三少将は形勢不利と判断。17時50分、神通は煙幕を展張して離脱を図り、二水戦は一旦戦域からの避退針路を取った。
この頃、10機のカーチスP-40戦闘機と3機のA-24急降下爆撃機（SBDドーントレス急降下爆撃機の陸軍型）が戦場に到着、交戦中の日本艦隊を無視し、その北方にいた輸送船団を攻撃して撃沈3隻を主張した（実際は損害なし）。仮にP-40が日本軍水上観測機を撃墜していた場合、海戦の展開は変わった可能性がある。一方、日本艦隊にも増援が加わった。第四水雷戦隊（四水戦）が戦域に到着し、連合軍艦隊を巡洋艦4隻、駆逐艦2隻と判断、一挙に南下すると第五戦隊や二水戦の前方を突っ切って接近戦を仕掛けた。中村悌次（当時、夕立水雷長）によると、『デ・ロイテルがまるで戦艦のように見えた』と回想している。中村水雷長の話によれば、第四水雷戦隊は遠距離から魚雷を発射して主力（第五戦隊）の方向に敵艦隊を誘致し、続いて突撃して決戦を挑むという企図だったという。1804に那珂は魚雷発射、四水戦駆逐隊は那珂よりさらに敵艦隊に接近して魚雷を発射、四水戦は計27本を発射。神通は1805に四水戦の外側から魚雷4本を発射、それぞれ煙幕を展張し避退する。しかしこれらは一本も命中せず、さらにこのうち1/3が航走中に自爆してしまった。これは九三式魚雷の信管が鋭敏すぎたため波の衝撃で反応したためである。この爆発による長巨大水柱を日本軍は連合軍敷設の機雷の爆発と考えたため、接近戦戦法を取るのを諦めた。戦艦の砲弾による水柱のようにも見えたという。那珂は「敵巡洋艦3隻撃沈ス、船団ハ予定ノゴトク行動セヨ」、神通は「本艦魚雷、二・三番艦に命中」と味方艦隊に通知した。
一方で那智、羽黒は連合軍艦隊との距離を維持し、砲撃を続けつつ18時22分、羽黒は魚雷8本を隠密発射した。那智はヒューマンエラーにより魚雷を発射できなかった。
両軍は命中しない砲撃と雷撃戦を展開しながら西方へ航行し、次第に日本軍輸送船団に近づいていった。第五戦隊は「昼戦で敵を適宜誘致しながら夜戦に突入し、優れた魚雷力で一挙に敵を撃滅するつもりだった」と述べている。18時35分、それまで両軍の砲弾は殆どがはずれ、何発か命中してた日本艦隊の弾も不発弾だったが、おそらく羽黒の20cm砲弾がエクセターの機関部に命中して炸裂。これがエクセターの缶室8基のうち6基を破壊し、エクセターは速力11ノットとなる。エクセターは単陣形を維持できなくなったため左に転舵、すると続航していたアメリカ重巡ヒューストンはエクセターの運動をドールマン提督の命令によるものと判断して取舵をとり、豪重巡パースも従った。先頭を航行していた旗艦(蘭軽巡)デ・ロイテルは孤立しかけ、南に変針するなど、連合軍艦隊の隊列が混乱した。原(天津風艦長)は魚雷の回避運動と見ていたが、実際は混成艦隊ゆえの陣形混乱だったのである。そこへ、先ほど羽黒が放った魚雷8本が到達し、このうち一本が蘭駆逐艦コルテノールに命中する。この魚雷攻撃は、後述の第四水雷戦隊の魚雷の可能性もある。また遠山（当時海軍中佐、第二水雷戦隊首席参謀）は、神通の砲撃による撃沈と回想している。コルテノールはV字型に折れ轟沈した。ここで混成艦隊は日本の潜水艦が近くに居るものと錯覚し、隊列を乱して遁走を始めた。ABDA艦隊の混乱を見たドールマン少将は一旦戦場を離脱し、体勢を立て直すことを決断する。艦隊の針路を南東へ向け、戦域離脱を図った。神通の砲撃開始より約50分が経過、日本艦隊は20cm砲弾1271発、14cm砲171発、魚雷39本を消費した。

### 第二次昼戦
1837、連合軍艦隊の変針および混乱を見て、高木少将は直ちに「全軍突撃せよ」を下令。当時の日本艦隊陣形は、ABDA艦隊より第五戦隊、第二水雷戦隊、第四水雷戦隊の順番だった。
これを見て西村祥治少将の四水戦が真っ先に突撃を始めた。四水戦旗艦の那珂は連合軍艦隊に距離12,000mまで近づくと魚雷4本を発射して避退した。四水戦の子隊である、第2駆逐隊・第9駆逐隊は肉薄攻撃をかけるために突撃した。この間に四水戦に続いた二水戦が戦場に到着し、まず田中少将座乗の神通が距離18,000mで魚雷を発射し反転離脱。駆逐艦8隻（雪風、時津風、天津風、初風、山風、江風、潮、漣）は9,000mまで接近して魚雷を発射、神通の後を追い離脱する。第二水雷戦隊が発射した魚雷は64本にのぼる。那智、羽黒はアウトレンジからの砲撃を続けた。しかし、これら発射した魚雷は連合軍艦隊が再び煙幕を張りつつ大回頭をしたため全て外れ、また砲撃も距離が遠すぎてまともに命中弾が出ず、第五戦隊・第二水雷戦隊とも気迫にかけていた。なお、コルテノールの轟沈はこの時点であるという見解もある。
こうした膠着状態を打破したのは、連合軍艦隊に肉薄攻撃を仕掛けた第四水雷戦隊子隊であった。第2駆逐隊（村雨、五月雨、春雨、夕立）は7,500mまで接近すると魚雷を発射し反転離脱。しかし第9駆逐隊（朝雲、峯雲）は駆逐隊司令 佐藤康夫大佐が発射命令を出さず、敵艦隊に接近し続けた。朝雲では日本艦隊の他隊が次々に魚雷を発射し反転していくのを見た水雷長が司令に早期発射を意見具申したが、佐藤大佐は発射命令を出さなかった。たまりかねた朝雲駆逐艦長（岩橋透中佐）が早期の発射、反転を具申すると佐藤大佐が「艦長、後ろを見るなッ!前へ!」と大喝するシーンもあったという。連合軍艦隊と日本艦隊の間には既に連合軍艦隊が展張した煙幕が漂っており、接近しなければ照準は難しい状態であった。距離5,000mに接近しようやく佐藤大佐は「発射はじめ」の号令をかけ、朝雲、峯雲は一斉に魚雷を発射した。これらの魚雷は結局命中しなかったが、第9駆逐隊はそのまま反転離脱せず、さらに接近を試みた。
これに対してドールマン少将は被弾し速力の低下した英重巡エクセターの避退を援護するため、イギリス駆逐艦のエレクトラ（駆逐隊司令艦）、エンカウンター、ジュピターに対し第9駆逐隊への阻止攻撃を下令。第9駆逐隊からは煙幕から駆逐艦2隻（エレクトラ、エンカウンター）が飛び出してくるのを確認し、距離3000mで砲撃戦となる。朝雲、峯雲はエレクトラを撃破したが、反撃の一弾が朝雲の機械室に命中、電源故障を起こした朝雲は一時航行不能に陥った。電源が止まった朝雲ではあったが佐藤大佐の「砲は人力で操作せよ、砲撃を続行せよ」との命令の下、砲塔の各個照準砲撃をおこなった。
なおもエレクトラは魚雷で反撃したが命中せず、峯雲に撃ち負けてまもなく戦闘力を完全に失った。エレクトラの艦長C・W・メイ中佐は総員退去を命じ、自身は19時54分、艦と運命を共にした。
朝雲・峯雲の活躍を見ていた村雨水雷長は佐藤司令の一瞬の決心と実行力に感嘆しており、第五戦隊司令官高木武雄少将も、この第9駆逐隊と佐藤大佐の奮闘ぶりを特筆し、称賛している。もっとも第9駆逐隊の戦果報告（速報）は『巡洋艦1隻・駆逐艦2隻撃沈』であり、後日行われた戦果検討の席上で異存を唱える者に対し佐藤司令は「遠くに逃げていた奴になにがわかる」と怒鳴り、第五戦隊は第9駆逐隊の報告を受け入れざるを得なかったという。
この戦闘が行われている間にエクセターをはじめ連合軍艦隊は全艦戦域を離脱した。また19時50分、戦闘海面は日没して暗くなり、煙幕と砲煙により視界は極度に悪化。さらに陸岸にて機雷らしき大爆発（酸素魚雷の自爆）があり、20時5分、これ以上の追撃は危険と判断した高木少将は追撃を中止し、麾下の各艦に対し集結し夜戦準備を整えるように下令した。
第二水雷戦隊は1940に各隊の集結を命じ2015に潮、漣、山風、江風が合同した。第16駆逐隊は朝雲を支援すべく一旦反転していたため、2037に神通と合流した。
第四水雷戦隊は2000に第2駆逐隊と合同したが第9駆逐隊の状況は不明、敵艦隊の動向もわからなかったため、西村司令官は2015に輸送船団の反転を命じた。この間の各艦消耗弾数は、20cm砲302発、14cm砲50発、12.7cm砲515発、25mm機銃256発、魚雷98本と記録されている。二時間以上にわたる砲撃戦により弾薬庫の温度は急上昇し、羽黒では熱射病により2名の戦死者を出した。

### 第一次夜戦
避退した連合軍艦隊ではあったが、その動向は触接し続けていた神通機により逐次、報告されていた。高木少将は敵艦隊の位置と味方船団の中間に那智、羽黒を置きつつ、昼間に発進させた那智、羽黒の水偵（計5機）の回収作業を命令した。
一方、ドールマン少将は損傷した英重巡エクセターに蘭駆逐艦ヴィテ・デ・ヴィットを護衛につけてスラバヤへ帰投させると共に、自艦隊の隊列整理の時間稼ぎのため、米駆逐艦4隻に対し敵艦隊に対して攻撃し自艦隊の援護をするように命令した。これを受けた米駆逐艦4隻は反転北上し、煙幕を突破して第五戦隊を発見すると距離9,000mで両舷の魚雷を全弾発射したが、魚雷は第五戦隊まで届かず沈んでしまった。当時のアメリカの魚雷では距離9,000mは射程ギリギリの距離であり、これにより米駆逐艦群は全ての魚雷を射ち尽してしまった。ちなみに日本艦隊は米駆逐艦隊が接近してきたことも、魚雷を発射したことも一切気付かなかった。
ドールマン少将は日本艦隊が追いかけてこなかったことから、日本艦隊は船団護衛のため一旦後退したものと考えて、敵船団攻撃のため反転、進撃を始めた。しかしこの行動は触接していた神通機によって全て日本艦隊に筒抜けだった。日本側では、先の昼戦で敵艦隊の主だった艦に損傷を与えられなかったことから、敵艦隊は反転、攻撃してくるものと判断していた。
20時16分、神通機から「敵針310°」と通報が入った。明らかに味方船団攻撃に反転したと判断した高木少将は、麾下の部隊に対して、敵艦隊を夜戦にて迎え撃つことを通告し、直ちに準備に入った。ところが、肝心の第五戦隊（那智、羽黒）が丁度先の命令の水偵揚収作業にかかり始めたところであった。
20時52分、両軍はほぼ同時に敵を発見した。しかし、第五戦隊は水偵の揚収作業がようやく終わりかけたところで、連合軍艦隊（デ・ロイテル、パース、ヒューストン、ジャワ、駆逐艦5隻）を第三戦隊の金剛型戦艦2隻と錯覚しており、正体に気付くと慌てて航進を開始する。油断して機関の缶を二つに落とし、砲塔動力電流も遮断していた那智、羽黒は逃走するしか手段がなかった。最後の那智水偵は放置寸前に『運よく』回収された。羽黒でも艦長が『今度懸らなかったら此の飛行機は捨てる』と下令したが、こちらも回収に成功した。
一方で偵察機を持たない連合軍艦隊にとっても、敵情不明のままだったのでこの会敵は想定外だった。距離12,000mで触接していた神通機が照明弾を投下する。連合軍艦隊もヒューストンとオーストラリア軽巡パースが第五戦隊目掛けて照明弾を発射する。連合軍艦隊は急斉射したが、照準が不正確で結局一発も当たらなかった。この間、那智、羽黒の左舷後方にいた二水戦が敵艦隊に対して突撃をかけた。2107、神通が距離19,000mで魚雷4本を発射したが、この発射をパースが確認しておりすぐに右転舵・回避行動を取った。後続の艦もこれに倣ったため魚雷は命中しなかった。那智、羽黒は煙幕を展開しながら一旦戦場から避退し、速力を上げて体勢を立て直してから戦場に戻ってきたが、連合軍艦隊が変針してしまったため見失ってしまった。
結局この戦闘は両軍とも互いに一発の命中弾も発生しなかった。

### 機雷原
連合軍艦隊は一旦南下し、ジャワ島沿岸に向かっていた。しかし、その動向は相変わらず神通機によって日本艦隊に通報されていた。22時50分、神通機は那珂機と触接を交代する。ドールマン少将は艦隊戦では彼我の戦力差から不利と考えて、ジャワ島沿岸スレスレまで南下し陸沿いに進撃することで日本艦隊の目をくらまし、日本船団に直接突入することを企図していた。ジャワ島沿岸に達すると、ドールマン少将は燃料が不足してきた米駆逐艦4隻にスラバヤへの帰投命令を発し、艦隊から離脱させた（無断離脱だった可能性もある）。この分離で那珂機は連合軍艦隊を見失ってしまった（交信が途切れたためとも）。那珂機が触接を失ったことで日本艦隊は自ら索敵をせねばならなくなり、那智、羽黒と第二水雷戦隊は各隊に分かれて南下を始めた。
索敵機の目をくらますことに成功した連合軍艦隊はジャワ島沿岸を西進していたが、その先にはオランダ軍がその日の午後に敷設したばかりの機雷原があった。しかし、連絡不達によりその存在をドールマン少将はおろか、連合軍海軍現地司令官のヘルフリッヒ中将すら知らなかった。
22時55分、最後尾の英駆逐艦ジュピターが突如大爆発を起こして炎上し『われ雷撃を受く』を報告、4時間後に沈没した。日本潜水艦からの雷撃と判断（誤認）したドールマン少将は急いで海域を離れるべく艦隊を北上させた。しばらく北上すると昼戦時の戦闘海面に達し、ここに撃沈されたコルテノールの生存者が多数漂流していたため、艦隊に唯一残っていた駆逐艦エンカウンターがこれを救助、スラバヤへ後送するため艦隊を離れた。
こうして連合軍艦隊は巡洋艦4隻（デ・ロイテル、パース、ジャワ、ヒューストン）だけとなってしまった。しかし、ドールマン少将はあくまでも日本船団に対する攻撃を諦めず、ひたすら日本船団がいると思われる海域へ北上していった。

### 第二次夜戦
先述したように日本艦隊は索敵のため南下し、連合軍艦隊も日本船団攻撃のため北上していた。2月28日0000、高木司令官は第二水雷戦隊に対し「敵情不明ニ付キ第四水雷戦隊側ニ近寄レ0000」と下令する。那智、羽黒が南下中の0時33分、両軍は会敵した。第二水雷戦隊は那智、羽黒の右舷前方（ABDA艦隊の西方15km）を南西方向に航行しており、0045時に右転舵して北上、那智、羽黒の砲雷撃戦に参加しなかった。
連合軍艦隊に最も近かったのは第五戦隊（那智、羽黒）であった。高木少将は0時40分、それまで針路180度（真南）だった戦隊の針路を反転させ針路零度（真北）とし、同航戦の態勢をとった。ドールマン少将も日本艦隊を認めると距離12,000mで照明弾を発射、続いて砲戦を開始したが、両軍ともかなりの砲弾を消費しており、更に砲員は疲れきっていた。従って互いに交互打ち方、緩斉射で応戦しあった。那智、羽黒にとってこの砲撃戦は思惑通りであり、敵艦隊に酸素魚雷が到達するまでの時間（11分30秒）を稼いでいたという。
0時52分、旗艦那智が8本、羽黒が4本の魚雷を順次発射した。那智は昼間の戦闘で人為的ミスから魚雷を発射しなかったため、夜戦で8本を一気に射出できたのである。この発射に連合軍艦隊（1番艦デロイテル、2番艦ヒューストン、3番艦パース、4番艦ジャワ）は気づかず進路を変えなかった。1時06分、デ・ロイテルの後部に魚雷1本が命中して火薬庫に引火・炎上、後続のパースとヒューストンは炎上する旗艦と魚雷を回避したが、1時10分に最後尾のジャワの艦尾に魚雷が命中、急速に沈没した。
これがドールマン少将の最期の命令となった。通信が終わった直後、デ・ロイテルは沈没した。ドールマン少将以下殆どの乗員が脱出できず、救出された生存者はデ・ロイテルが17名、轟沈したジャワに至っては2名のみであった（3月1日に江風がジャワ乗組員37名を救助）。命令を受けたパースとウォーラー艦長（先任士官）はヒューストンを従えて反転すると最大戦速で海域を離脱し、バタビアへ避退して無事に入港、ヘルフリッヒ司令官にドールマン提督の戦死を伝えた。
高木少将はデ・ロイテルとジャワの撃破を確認すると、残敵掃討のため水雷戦隊との合同を図った。デ・ロイテル、ジャワの轟沈に司令部・全艦将兵が万歳を三唱しつつ見惚れていたため、ヒューストン、パースがいなくなったことに気付かなかったという。0145に那智から水偵を射出し索敵させたが、発見できなかった。ヒューストン、パースは東方のスラバヤへ避退したと誤認したためであり、この二艦が実際は西方のバタビアへ避退したので発見できなかったのである。第二水雷戦隊はデ・ロイテル、ジャワ轟沈の火柱を確認して0120に反転、0130に針路90度で敵艦隊の追跡を試みたが失敗した。二水戦司令官は、ヒューストンとパースの全速退避を敵駆逐艦が煙幕を展開して掩護したので、二水戦と四水戦は敵残存艦を捕捉できなかったと回想している。第四水雷戦隊は二水戦よりもさらに南西方向にあって、第二次夜戦には参加できなかった。0135、高木司令官は二水戦・四水戦に「船団ノ南東ヲ警戒セヨ」と下令した。
第一次夜戦・第二次夜戦における弾薬消耗数は、第一次夜戦で神通が魚雷4本、第二次夜戦で那智、羽黒が20cm砲弾46発、魚雷12本である。

### 三月一日昼戦に至る経緯
2月28日朝、スラバヤ港に停泊していたオランダ病院船のオプテンノールはデ・ロイテル、ジャワ、コルテノールの生存者救助を命じられ、同港を出港した。コルテノール沈没海域では生存者を発見できず、続いて蘭軍巡洋艦沈没地点へ向かおうとした。
同時刻、第五戦隊、第二水雷戦隊は主隊（足柄、妙高、雷、曙）と合同、損傷した朝雲はボルネオ島バリクパパンに回航された。また田中二水戦司令官は航続距離の短い吹雪型駆逐艦（潮、漣）を燃料補給のため同島バンジェルマシンに回航させ、山風と江風を第五戦隊部隊に復帰させた。昼過ぎには第一根拠地隊から軽巡鬼怒、第8駆逐隊（朝潮、荒潮）が輸送船団43隻に合流した。これに対し連合軍は急降下爆撃機10による空襲を実施、徳島丸が浸水・擱座、じょほーる丸命中弾により死傷者150名という被害を出す。
午後3時前後、オプテンノールは『2隻の駆逐艦』に臨検された。日本側記録によると村雨（もしくは夕立）がオプテンノールを臨検している。天津風に引き渡されたオプテンノールはバウエアン島の仮泊地に一時停泊するよう命じられた。なお原為一(天津風艦長)の手記では、天津風によるオプテンノールの拿捕は26日となっている。
3月1日0235、輸送船団はジャワ島クラガン泊地に進入、これを襲撃した連合軍魚雷艇3隻の攻撃を春雨が撃退した。0400、第一次上陸部隊が上陸を果たす。
順調にジャワ島攻略作戦を実施する日本艦隊に対し、スラバヤに帰投した連合軍艦艇は惨憺たる有様だった。無事だった米駆逐艦4隻は魚雷を撃ち尽し、補給も出来ない状態で実質戦闘不能。英重巡エクセターは応急修理でなんとか23ktまで出せるようになったものの、本格的な修理が必要な状態であった。従って戦闘に堪え得るのは、アメリカ駆逐艦ポープ（機関故障で残留）、イギリス駆逐艦エンカウンター（コルテノール生存者を後送）、オランダ駆逐艦ヴィテ・デ・ヴィット（エクセターを護衛して到着）の3隻のみである。ポープは魚雷を満載していたがエンカウンターは魚雷の補給ができなかった。残存艦隊にとって最大の問題は、日本軍輸送船団の撃滅ではなく「どうやってジャワ海から脱出するか」になっていた。
連合軍海軍司令部は、米駆逐艦4隻はバリ海峡を抜けオーストラリアへ回航、エクセターは修理のためセイロン島へ回航、この護衛に戦闘可能な3隻の駆逐艦を随伴させることに決め、2月28日、スラバヤ出港命令を出した。第58駆逐隊司令官T・H・ビンフォード中佐は命令によりポープをエクセターの護衛に残すと、東に向った。しかし、ここで損傷したエクセターをどうやってインド洋に脱出させるかが問題となった。バリ海峡は深度が浅いためエクセターの航行には向かなかった。後はロンボク海峡かスンダ海峡を突破する2通りのパターンがあったが、先に起きたバリ島沖海戦により日本軍は既にバリ島を抑えていると判断した司令部は、スンダ海峡突破を命令した。しかし実際はロンボク海峡には日本軍は殆ど居らず、むしろスンダ海峡を固めていたのであるが、連合軍は空中偵察を行おうともしなかった。またエクセターも戦闘機ブルースターF2Aバッファロー1機を搭載していたが、最後の戦闘で使用される事はなかった。
2月28日午後6時、夕焼けの中を英重巡エクセター（速力16ノット）は駆逐艦ポープ、エンカウンターを従えて出港した。ヴィテ・デ・ヴィットは艦長が乗員に半舷上陸の許可を出していたため出港に間に合わなかった。一方、バタビアに退避していたアメリカ重巡洋艦ヒューストン、オーストラリア軽巡洋艦パース、オランダ駆逐艦エヴェルトセンもエクセターと同時刻にバタビアを出港、西進してスンダ海峡を目指した。だが3月1日午前0時ごろにジャワ島西部上陸作戦中の日本軍輸送船団と遭遇、第三護衛隊（指揮官/第五水雷戦隊司令官原顕三郎海軍少将）との戦闘によりヒューストンとパースは撃沈され、エヴェルトセンも座礁して失われた（バタビア沖海戦）。

### 三月一日昼戦
以下の戦いを、連合軍側は第二次ジャワ海海戦(en:Second Battle of the Java Sea)と呼称している。日本軍側はスラバヤ沖海戦の一部「スラバヤ沖(第二次)海戦」と分類している。
3月1日午前4時、前述のように輸送船2隻が損害を受けるも、日本軍はクラガン泊地への敵前上陸に無事成功した。同時に航空偵察により、損傷した連合軍艦艇の動きを探っている。この時点で日本軍は、第一護衛隊（第四水雷戦隊）がクラガン泊地外方、第二水雷戦隊(神通、第16駆逐隊)は泊地北東側、第四潜水戦隊旗艦・軽巡鬼怒は泊地北西側、第五戦隊部隊(那智、羽黒、山風、江風）はクラガン北方海面、主隊（足柄、妙高）、6駆小隊（雷、電）、曙（第7駆逐隊）は哨戒行動中だった。
同時刻、バウエアン島近海でエクセターは敵らしきものを発見し、これを反転回避する。これは日本軍第五戦隊部隊であった。この時日本軍はエクセターに気づかず、そのまま遠ざかっていった。しばらくしてエクセターは再反転すると西進を始めた。また日本軍別働隊でも、日本軍偵察機が報告した病院船オプテンノール護送のため、曙が艦隊から分離した。曙は『時津風からオプテンノール護送任務を引き継げ』と命じられていたという。
1103、クラガン泊地沖を哨戒していた第五戦隊部隊4隻は距離28km先にエクセター隊を発見する。既に第五戦隊部隊は残弾が底をつきかけており、已む無く高木少将は蘭印艦隊司令長官高橋伊望中将の重巡2隻（足柄、妙高）に応援を要請すると共に弾着観測機を射出し、敵艦隊に触接させた。エクセターは戦闘を避けるため煙幕を展開しながら北西に転針し、戦域から離脱を図った。1127、第五戦隊部隊は足柄と妙高の到着を待って追撃を開始した。
午前11時40分、エクセターは前方左、距離31,000mに新たな敵艦を発見した。同時刻、曙はエクセターを病院船オプテンノールと誤認し、停止命令を出した。イギリス軍重巡洋艦は14-18kmで砲撃した。第五戦隊もエクセターが艦首方向に射撃をしていたことを記録している。1140-1144分、曙は『(1140発、曙)敵らしき巡洋艦1、駆逐艦2見ゆ、我より方位120度』『我敵巡と交戦中』と報告し、救援を求める。第三艦隊は曙に対し、敵艦隊を誘致・拘束するよう命じた。
エクセターは曙が水平線の向こうに逃走したことで砲撃を停止した。やがて左舷に新たな日本艦隊が出現、これは高木少将からの連絡を受け、戦場に急行していた高橋中将率いる主隊（足柄、妙高、雷）の別働部隊であった。エンカウンターに乗艦していたサムエル・フォール卿（当時中尉）は、まずイギリス艦隊の右前方に駆逐艦4隻が出現、続いて左前方に最上型重巡洋艦2隻が出現（妙高型重巡洋艦を誤認）、最後に左舷後方に最上型重巡洋艦2隻（これも妙高型の誤認）が出現したと証言している。
エクセターは距離23000mで砲撃を開始した。足柄、妙高も応戦すべく、弾着観測のため零式水上偵察機を射出した。足柄、妙高は右砲戦を開始したが、2隻の弾着は非常に悪く、初弾斉射はエクセターから1000m離れ、次斉射は2000m離れた海面に着弾したという。逆にエクセターが足柄を夾叉する光景も見られた。だが、エクセターは数の上で不利であり東方への逃走を試みた。これを援護すべくエンカウンター、ポープが別働隊とエクセターの間に割って入り、1200前後に煙幕を展張した。煙幕の展開は効果的で、那智、羽黒はエクセターを見失う。状況を打破すべく、別働隊は曙、雷がエクセターに対して突撃をかけ、距離12,000mで砲撃を始めた。足柄と妙高はエクセターに酸素魚雷を発射したが、少なくとも魚雷2本が自爆し、全魚雷が命中しなかった。逆に第五戦隊部隊の方向へ魚雷が向かったので、那智、羽黒が回避する場面も見られた。
東方への逃走を図るエクセター、エンカウンター、ポープはスコールの中に飛び込んだ。足柄はスコールのため射撃を中止した程である。しかし、エクセターは損傷のため無理をしても23ノットしか出せなかった。一方、日本艦隊は全艦が30kt以上の速力を発揮可能であった。短い嵐が去った時、エンカウンターは右舷9000に駆逐艦隊、エクセターの左舷18000mに"最上型巡洋艦"4隻、右舷後方の水平線上に"那智級巡洋艦"2隻を確認している。英艦隊は包囲されていた。
この絶望的な状況下においてフォール卿は「自分は生来楽天的な性格であったため、何とか日本艦隊の包囲網を抜けて脱出できると信じていました。方位盤の横で測的士官と冗談を言い続けていました。」と語っている。
1224、那智、羽黒が距離25kmでエクセターに対し射撃を開始した。エクセターも反撃し、那智の周辺に水柱が上がる。日本軍は英軍艦隊を包囲し、集中砲撃を浴びせた。午後12時30分、エンカウンターは山風、江風の砲撃により被弾し、舵故障を起こして速度が低下した。さらに那智、羽黒の方向に艦首を向けたため、第五戦隊は魚雷発射と誤認して回避運動を行っている。エンカウンターの士官によれば、主砲弾をほぼ撃ちつくしたところ、砲撃によりオイルポンプが破損して航行不能になったという。
1240分頃、第十一航空戦隊（水上機母艦瑞穂）より、エクセター爆撃のため観測機11機を送るという連絡があった。日本艦隊は距離17kmにてエクセターに対し射撃を再開する。同時に魚雷戦を開始し、1250分ごろ那智は4本、羽黒は4本、山風は2本、江風は4本を発射した。すると、日本艦隊とエクセターの間に幅5-6m、高さ70-80mという巨大な水柱があがった。
この時、フォール卿の回想では「我々は日本潜水艦の雷撃を避けるためにジグザグ航行をしておりました。（中略）艦隊は変針を繰り返し、33ノットの高速で走り、対潜警戒と回避行動を繰り返しました。さらに、『エンカウンター』は『エクセター』の周りに煙幕展張を行い、日本側の砲撃をそらそうとしました。しかも、日本軍の包囲網から『エクセター』を突破させようとして、『ポープ』と共に日本艦隊に4000ヤードまで接近し、魚雷発射の擬似運動を行いました。この時だけは日本艦隊が大きくループを描いて回避運動を行いました。この時、包囲網に隙間が生じましたが、僅かの間でした。このため、『エクセター』は包囲網から脱出できなかったのです。」となっていた。
だが日本軍の魚雷が自爆しても、エクセターの命運は尽きようとしていた。20cm砲弾1発がまたもエクセターの缶室に命中し、火災が発生した。1254、動力を全て失ったエクセターは航行不能となり、主砲も動かなくなる。エクセターの艦長O・L・ゴードン大佐は総員退去を命じ、乗組員は海に飛び込み始めた。エクセター総員退去と前後して駆逐艦の雷がエクセターに肉薄して魚雷を発射し、一本がエクセターの右舷に命中。続いて足柄、妙高も砲撃を開始した、止めを刺されたエクセターは1330に右舷に転覆して沈没した。この時、妙高の偵察機がエクセターの被雷・沈没を写真撮影した。この写真は写真週報第215号に掲載された。大本営海軍報道部は、エクセターがラプラタ沖海戦で自沈に追い込んだポケット戦艦アドミラル・グラーフ・シュペーの仇を討ったと宣伝している。足柄、シュペー、エレクトラ、エンカウンターはかつてジョージ6世戴冠記念観艦式において一堂に会したことのある艦だった。

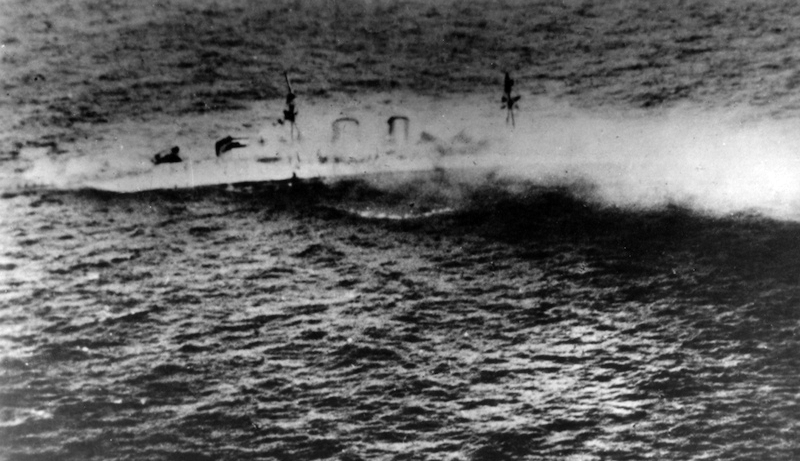
沈没寸前のエクセター

なおも日本軍は残ったエンカウンター、ポープの追撃を行った。羽黒、那智に至っては高角砲も用いて駆逐艦2隻を砲撃する。まず舵の故障を起こして速度の低下していたエンカウンターが狙われた。エンカウンターは集中砲火を浴び、完全に戦闘不能となった。この時の事をフォール卿は「『エンカウンター』は、砲弾を撃ち尽くした直後に日本艦隊の砲撃を受けました。その結果、宙に放り投げられる感覚がしました。」と語っている。降伏を進言する士官もいたが、モーガン艦長は交戦旗をおろすなと命令。モーガン艦長を含めて乗組員の殆どが脱出、エンカウンターは戦死者7名と共に1335、沈没した。ポープはスコールに逃げ込み、日本艦隊の追撃から離脱することに成功する。燃料が尽きかけていた第五戦隊部隊は第三艦隊の命令により、午後1時53分にポープの追撃を主隊（足柄、妙高）に任せて戦場を離脱した。
ポープはロンボク海峡からオーストラリアに脱出しようと試みるが、妙高偵察機から逃れることができずにいた。ポープはボルネオ島南岸に沿って全速で東進していたが、1505、カリマタ海峡を南下中だった第四航空戦隊（軽空母龍驤）から発進した九七式艦上攻撃機6機(合計250kg爆弾6発、60kg爆弾24発装備)が来襲する。命中はしなかったものの左舷に落ちた至近弾により船腹に大穴が開き、左舷推進軸が捻じ曲がって使用不能となった。爆撃を受けたポープは回避運動により浸水が酷くなり、遂には艦尾が沈下しポープの艦長W・C・プリン中佐は艦を諦めて総員を退去させ、ポープには爆薬を仕掛けて自沈させることにした。
全員が退去し終わった直後、主隊（足柄、妙高、雷、電）が接近してきて、航行不能のポープに砲撃を始めた。六斉射目で遂に一弾がポープに命中、1530、ポープは大爆発を起こすと僅か15秒で沈んでいった。また妙高の偵察機は、戦闘詳報とは違った光景を見た。艦隊型駆逐艦が航行不能になったポープに距離1000mまで接近し、魚雷3本を発射。全弾が外れ、その日本軍駆逐艦はさらに2本を発射、ようやく1本が命中し、ポープは爆沈したという。漂流したポープの乗員は3日後、1隻の日本駆逐艦に救助された。
3月1日昼戦における弾薬消耗数は20cm砲（足柄、妙高）1171発、20cm砲（那智、羽黒）288発、12.7cm砲（足柄）14発、12.7cm砲（雷）279発、魚雷（那智、羽黒、足柄、妙高）24本、魚雷（雷、山風、江風）11本。主砲残弾は、那智は主砲1門あたり7発（定数1門につき200発）・魚雷4本（定数24本）、羽黒は主砲1門あたり19発・魚雷4本であった。合戦後、那智の主砲砲身は熱により塗装が剥げていたという。
一方、オーストラリアに離脱を図った米駆逐艦4隻は、バリ海峡突破に成功していた。3月1日午前二時ごろ、バリ海峡西岸スレスレを航行していた米駆逐艦隊は第21駆逐隊（子日、若葉、初霜）、測量艦筑紫に発見され、第21駆逐隊は距離4,500で火蓋を切った。しかし、魚雷を持っていない米駆逐艦隊は戦闘するつもりは毛頭無かった。会敵した場合に備えて十分に缶圧を上げてあった米駆逐艦隊は、直ちに最大戦速に速度を上げると猛スピードで第21駆逐隊を振り切り、バリ海峡を突破したのである。そして全艦無事にポートダーウィンに入港した。

## 時系列

### 海戦前（2月25-27日）
- 2月25日、連合国艦隊司令長官カレル・ドールマン少将は日本軍迎撃のため、艦隊を率いスラバヤを出航した。
- 27日12:00頃、日本軍の偵察機がスラバヤ沖で連合軍艦隊を発見。日本軍はスラバヤへ向かった。
- 27日午後、ドールマン少将は日本軍を発見できなかったためスラバヤに戻ることにした。
- 27日16:00頃、ドールマン少将はバウエアン島に日本軍接近中との報を受け反転。

### 海戦経過（2月27-28日）
- 27日
- 14:05、那智水偵が連合軍艦隊発見。
- 16:59、神通が敵艦のマストを発見。(第一次昼戦)
- 17:45、16800mで神通砲撃開始[181]。
- 17:47、26000mで第五戦隊砲撃開始。
  - 連合軍も砲撃を開始。
- 17:50、第二水雷戦隊はいったん退避。
- 18:04、第四水雷戦隊は魚雷を発射。戦果無し。
  - 第五戦隊は遠距離からの砲撃を続けたため、損害を与えられず。
- 18:22、羽黒魚雷発射。
- 18:37、高木少将、全軍突撃を命令。
- 18:38、エクセターに命中弾。速度低下、左へ変針。
  - 後続艦も変針命令が出たものと勘違いして変針。
- 18:45、コルテノールに魚雷命中、沈没する。
  - 連合軍艦隊は戦場離脱。
- 19:15、第五戦隊、連合軍を捕捉、砲撃開始。
  - 日本艦隊は魚雷を発射するも、一本も命中せず。
- 19:40、連合軍も反撃し、朝雲に命中弾。
- 19:50、日没
- 19:54、朝雲と峯雲によりエレクトラ沈没。
  - 両軍、夜戦準備に入る。
- 20:55、連合軍は那智、羽黒を発見し攻撃開始。水偵収容中の那智と羽黒は退避。(第一次夜戦)[182]
  - エクセター、駆逐艦4隻はスラバヤへ退避。
- 22:55、ジュピター、オランダ軍の機雷により沈没。
- 28日
- 00:33、第五戦隊、連合軍巡洋艦4隻を発見。(第二次夜戦)[182]
- 00:50、12,000mで同航戦に入る。
- 00:53、那智、羽黒魚雷発射。
- 01:09、デ・ロイテル、ジャワに魚雷命中、沈没。司令官ドールマン少将が戦死。
  - ヒューストン、パースは離脱。

### 掃討戦
- 3月1日
- 00:09〜02:06、ジャワ島バンタム湾にてバタビア沖海戦。
- 11:30、第五戦隊はバウエアン島西方でエクセター以下の艦隊を発見。
- 第五戦隊は弾薬不足のため、別働隊（重巡妙高、足柄）の到着を待つ。
- 11:40、妙高、足柄が到着し、連合軍を挟撃。
- 11:50、別働隊、24,000mで砲撃開始。
- 12:25、第五戦隊、25,000mで砲撃開始。
- 13:30、エクセターに魚雷命中、沈没。
- 13:35、エンカウンター沈没。
- 15:20、ポープはスコールに逃げ込むも、日本軍航空隊（龍驤艦載機等）の攻撃により航行不能となる。
- 15:40、足柄、妙高の砲撃によりポープ沈没。

## 評価
この海戦の大きな特徴としては第一次昼戦からポープの沈没まで、46時間という長時間に及ぶ戦いとなったことであろう。この間に主要な戦闘は5つ行われているが、太平洋戦争の中で、これだけ長時間の海戦になったのは数えるほどしかない。しかも、対戦した艦艇数から考えると異常ともいえる長さであった。これは、戦力に勝る日本軍が｢二万五六千米の遠距離砲戦を｣継続し、砲や魚雷の命中率が極端に低下し、致命傷を与えるのに時間がかかったことが主な要因といえる。日本軍艦船の命中率の低さは驚くべきものがあり、例えば第五戦隊の重巡那智、羽黒は主砲弾を1艦あたり定数2000発（200発/門）、魚雷を24本搭載していたが、戦闘終了時の残弾数は那智が70発・4本、羽黒が190発・4本とほぼ全弾撃ち尽くしている。これに対して第五戦隊が与えた有効弾と判断されるのは、デ・ロイテル、ジャワ、コルテノールを撃沈した魚雷1本と、ヒューストンに命中した2発（2発とも不発）、デ・ロイテルに命中した1発（不発）、エクセターの缶室に命中した1発程度である。連合艦隊司令部が3月22日におこなった調査によれば、魚雷121本を発射して駆逐艦1隻に1本命中であった。エクセター追撃戦（3月1日昼戦）に参加した妙高、足柄もこの海戦のみの参加でたった3隻（エクセター、エンカウンター、ポープ）を撃沈するだけのために1171発もの砲弾を消費している。艦隊全艦で188本の発射のうち命中したものは僅か4本、命中率2%強という酷いものであった。
砲戦の命中率がこれほどまでに低かったのは、日本軍の技量というよりも両軍の取った戦法にあった。両軍が大遠距離での砲撃戦に終始し、また大角度の避弾運動(非敵側に変針して敵艦の照準を外す運動)を繰り返したことが挙げられる、着弾まで数十秒~数分の時間を要する当時の砲戦ではこうした状況に対する有効な対策がなく、日本軍は射撃教範を墨守していたずらに修正射撃を繰り返した。こうした混乱は本海戦が日本海軍にとって日本海海戦以来37年ぶりの本格的海戦であり、初めての実戦に対する不慣れさや緊張が影響していた。各種情報が集まっていた南方部隊旗艦「愛宕」では、戦果のあがらない砲戦に第二艦隊の参謀達が地団太を踏んでいたという。
「那智」の主砲発令所長だった萱嶋浩一氏によれば、司令部は混乱して敵艦の艦名を忘れ、数斉射ごとに目標変換を繰り返して有効弾を得られなかったという。「那智」高射長の大尉も「艦橋はすっかりアガっていた。」、「砲術参謀は落第、肝心なときにどこにいるのか分からなかった。」と証言している。これらの問題について萱嶋氏は回顧録で「無我夢中で撃ち合っているうちになるようになってしまった。」と回想した。
もっとも連合軍艦隊の技倆はそれ以下であり、日本軍は「朝雲」の機関故障のほか殆ど被弾することはなかった。南洋の熱帯地域での長時間の砲撃戦により「羽黒」の弾薬庫要員二名が熱射病となり、この二人が日本軍唯一の死者となった。この海戦の戦訓は後に活かされ、特に1万m以上での魚雷発射は以降の海戦では殆ど見られなくなる。だがレイテ沖海戦におけるサマール沖海戦では、軽巡矢矧（第十戦隊）と同艦に従う第17駆逐隊（浦風、雪風、磯風、野分）が米護衛空母群に遠距離雷撃を実施し、27本発射して1本も命中しなかった。
本海戦における第五戦隊砲術参謀だった末國正雄中佐は戦史叢書に『海戦が終わって考えてみると、演習のときは全軍突撃せよで一応の襲撃行動が終われば演習終結になるのがふつうでありその後の訓練はあまり行なっていなかった。襲撃後の訓練も十分に行なっておかないと、実戦の場合は平常の訓練より力は出ないものであり、敵を撃滅することは困難なものであることを痛感した。』と回想している。
また、このような戦いとなる指揮を取った、高木少将、二水戦の田中少将の戦術指揮は敢闘精神が足りない等と厳しい批判を受けることとなった。宇垣纏連合艦隊参謀長は以下のように評価している。
この他にも第一次夜戦において第五戦隊が接近してきたアメリカ海軍の駆逐艦部隊により近距離から雷撃を受けたものの駆逐艦部隊の存在すら気付かず、続いて接近してきたデ・ロイテルら敵主力艦隊を味方艦隊と誤認、正体に気づくも那智及び羽黒の戦闘準備が間に合わず慌てて撤退する・第二次夜戦においてデ・ロイテル、ジャワの轟沈に第五戦隊の司令部及び全艦将兵が万歳を三唱しつつ見惚れていたため、ヒューストン、パースがいなくなったことに気付かずそのまま取り逃がすなど、日本側の指揮の拙さが目立った。
一方で、ドールマン少将の最期まで攻撃態勢を取り続けた敢闘精神に対しては称賛する評価もある。太平洋艦隊司令長官チェスター・ニミッツ元帥は後年、スラバヤ沖海戦におけるABDA艦隊について以下のように評価した。
またモリソン戦史(モリソンの太平洋海戦史)では「勇敢なるドールマン少将は残存艦に対して救助作業をせずバタビヤに避退するよう命令した」とされるが、旗艦「デ・ロイテル」は前述のとおりほぼ轟沈状態で電信が可能だったかは疑わしく、脚色ではないかと言われている。
いずれにせよ、この海戦によりジャワ近海における連合軍艦船はほぼ壊滅した。また本海戦に於ける3月1日昼戦直前にバタビア沖で生起したバタビア沖海戦により、第二次夜戦で戦場離脱したヒューストン、パースの2巡洋艦は既に撃沈されており、駆逐艦のエヴァンツェンも座礁して放棄された（前述）。2月27日に自沈した水上機母艦ラングレーの乗組員を救助して戦場を離脱しようとしていた駆逐艦エドサル、ホイップル、油槽艦ペコスは南雲忠一中将の機動部隊に襲われ、エドサルが戦艦比叡に、ペコスが空母加賀、蒼龍艦載機の攻撃で撃沈され、ホイップルは幸運にも脱出に成功した。これによって連合軍艦船は全てジャワ近海から消えることとなり、ジャワ島近海の制海権が完全に日本側に移った。日本軍の上陸作戦はほぼ無傷で行われ、また補給を絶たれた連合軍のオランダ領東インドの維持はほぼ不可能となり、日本軍のジャワ島攻略作戦は3月上旬で完了した。

### 露見した問題
この海戦で那智・羽黒・妙高・足柄・神通・那珂が秘密兵器と言われた九三式魚雷（酸素魚雷）を発射したが、殆どが発射直後に水面から飛び出したりしてまともに進まず、さらには自爆も多発し、三月一日の昼戦では一本も命中しないという事態が発生した。この事態に対して、戦闘終了後に詳細な調査が行われた。早爆の最大要因は、爆発尖（魚雷の先端にあり、衝撃で撃針を作動させ火薬を爆発させる装置）が規格はずれの軽い力で働くよう現場（艦の水雷科兵員）で調整されており、このため敵艦に命中する以前に波浪の衝撃で爆発したのである。竹大部員は『帝国海軍軍人の「大和魂」が自爆を起こした主な要因であった。泣いてよいのやら感激してよいのやら、自分にはいまだ分らない』と述べている。九三式魚雷の権威・大八木静雄技術少将も、『爆発尖の感度調整器を各艦に供給したのは、千載の痛恨事である』と回想した。
その他の原因として、開発実験から訓練にいたるまで今まで、艦の速度が30ノットを超える速度での発射を行ったことが無かったため、想定外の34ノットでの魚雷発射を行った結果、水中突入時の蛇行が大きくなりすぎて正常に機能しなかったためであった。もう一つの原因として深度調定（深度設定）を駆逐艦への命中に備えて4メートルと浅くしたことが上げられている。
また、酸素魚雷の自爆は1942年11月14日の第三次ソロモン海戦（夜戦）でも繰り返された。高雄型重巡洋艦愛宕、高雄が発射した酸素魚雷がノースカロライナ級戦艦のワシントンの艦首波で自爆したのである。サウスダコタ級戦艦のサウスダコタも雷撃されたが、こちらも1本も命中していない。

### 敵兵救助作業
2月27日-28日第二次夜戦で第五戦隊 (那智、羽黒)は蘭軍巡洋艦デ・ロイテル、ジャワを撃沈した。2番艦の羽黒は1番艦の那智より『溺者あり救助を乞う』との信号があり救助に向かったところ、それは蘭軍巡洋艦の乗組員だった。『全員救助すべし』の下令により羽黒は約20名を収容、士官達は参謀予備室に収容された。
2月28日の朝、二水戦の駆逐艦雪風と時津風は、海上を漂流する連合軍の沈没艦船の生存者を発見し、その救助に当たった。雪風はエレクトラの砲術長やデ・ロイテルの通信科の下士官をふくむ40名ほどを救助した。同日22時、『溺者あり』との信号を受けた二水戦旗艦神通は初風に命じ、デ・ロイテルの乗組員など39名を救助させた。第十六駆逐隊の各艦に収容された連合軍将兵は、主に初風によって救助されたが、捕虜となった生存者を纏めて運ぶ役目は雪風に任せられ、後日、バンジェルマシンで病院船に引き渡された。
同日、第二水雷戦隊・第四水雷戦隊に拘束されたオランダ病院船オプテンノールは前日の戦闘で沈没したデ・ロイテル、ジャワの生存者救助におもむこうとしたが、『生存者は日本海軍によって救助されるはずだ』として拒否された。バウエアン島北方海域に仮泊するよう命じられたが、それを無視してオーストラリアへ向けて航行を開始した。すると水上機母艦千歳の水上偵察機から警告射撃と威嚇爆撃をうける。オプテンノールは移動を諦めた。
3月1日午前2時、第五戦隊部隊（那智、羽黒、山風、江風）は哨戒中に軽巡ジャワの生存者を発見、37名が江風に収容された
3月1日昼間の戦闘後、第三艦隊司令長官の高橋伊望中将は、艦隊に海上を漂流中の連合国軍将兵の救助活動を命じ、3隻の駆逐艦が救助にあたった。山風はエクセターの生存者67名を救助した、約100名の捕虜を抱えた第五戦隊は第二艦隊・第三艦隊に指示を仰いだ。
午後2時過ぎ、駆逐艦曙が漂流するフォール卿らを発見したが、砲を向けたのみで去った。天津風はオランダ病院船オプテンノールをバンジェルマシンに護送するため単艦行動中だったが、バウエアン島北西部でエクセターの生存者らしき連合軍将兵漂流者多数を発見、『別に救助船がくる』と英語で知らせ、同時に第二水雷戦隊司令部に救助を依頼すると、その場を去った。この後、天津風はオプテンノールをバンジェルマシンへ連行した。オプテンノールは同地（3月9日以降マカッサル）で捕虜収容船となってしまい、オプテンノールの船長は日本軍に「病院船に捕虜を送り込まないでくれ」と抗議している。
午後10時頃、雷は漂流していたフォール卿らを発見すると、潜水艦による攻撃といった様々な危険を承知で救助作業に入った。
漂流するイギリス兵は、重傷者の後にエクセター、エンカウンターの両艦長が上がり、その後雷に殺到して一時パニックに陥ったが、ライフジャケットを付けたイギリス青年士官が号令をかけると整然となった。この青年士官は、独力で上がれない者には、雷が差し出したロープをたぐり寄せて身体に巻きつけ、そして「引け」の合図を送り、多くの者を救助していた。救助時、イギリス兵達がライフジャケット等を着用しているのを見て日本兵は大変驚いた。
雷に救助されたイギリス兵達は暖かいもてなしを受けた。艦長伝令の佐々木氏によれば、日本側は貴重な真水や乾パンを彼らに配給したが、イギリス兵たちは必要なだけ取ると日本側へ返却し、佐々木氏を驚かせた。
日も暮れ始める頃にはすっかり両軍の兵士達は打ち解け合ってしまい「艦内軍紀を厳守せよ」との指示が出された。
しかし、捕虜の扱いは各艦で異なった。那智での捕虜の扱いは冷淡で、副長の市川重中佐は「甲板士官が、救助した敵兵7名の処遇に困り、夜間、海に突き落としたいと言って何度も自分のもとを訪れた。」と証言している。
加えて、第五水雷戦隊（バタビア方面西部ジャワ攻略部隊護衛隊）は、先任参謀の由川周吉中佐が「敵兵救助に関する指示は、作戦行動指示に忙殺されて出していない」と記述している。
一方、南方作戦全般を指揮した第二艦隊司令部（司令長官近藤信竹中将）は、ジャワ島南方洋上の重巡愛宕艦上にあったが、これも全軍に対し、「敵兵救助」の命令を発した形跡は全く残っていない。高橋中将の第三艦隊は、第五戦隊および第二水雷戦隊に対し、捕虜を駆逐艦にまとめマカッサルに移送するよう下令した。山風は江風達と分離してマカッサルへ向かった。
この点電、雷の2駆逐艦は、イギリス滞在歴があり親英的な感覚を持っていた高橋中将の直属かつ単艦行動中だった幸運が重なり、艦長の決断と個性が遺憾なく発揮された。
エンカウンターの将兵を救助した雷駆逐艦長の工藤俊作少佐は、英語で「諸君は果敢に戦われた。今、諸君は大日本帝国海軍の大切な賓客である。私はイギリス海軍を尊敬するが、日本に戦いを挑む貴国政府は実におろかである」と挨拶している。「雷」での待遇は良かったが、その後の東南アジアでの捕虜生活は「まあまあ」であったという。
雷の乗組員は、日露戦争蔚山沖海戦でロシア海軍装甲巡洋艦リューリクの乗組員を救助した上村彦之丞中将の気分だったと回想している。
雪風の航海士の山崎太喜男少尉は、海軍兵学校時代に英国人教師に英会話を習った経緯から、救助したエレクトラの砲術長のトーマス・スペンサー大尉の訊問を担当した。15時間近く海上を漂流していたスペンサー大尉は雪風で水と食事を与えられ、山崎少尉から着替えと煙草を進められると、故郷スコットランドの思い出など身の上話を語り、その一方で軍事的な質問に対しては黙秘を貫いたが、当時の日本軍に浸透していなかったジュネーブ条約のことは詳しく話した。山崎少尉はスペンサー大尉から「英米ではジュネーブ条約によって捕虜の待遇を保証していて、戦争中でも家族との連絡や捕虜交換による帰国が許される」と教えられ、「生きて虜囚の辱めを受ける前に自決する」という考えが常識だった日本軍との違いに驚かされた。連合軍艦艇の捕虜が雪風から病院船に引き渡される際、スペンサー大尉は山崎少尉から餞別の煙草一箱を贈られると、冗談を交わしながら戦後の再会を誓い合った。
3月2日、潜水艦との戦闘後に海戦海域に戻った艦隊は、再度高橋中将の命令により救助活動を実施した。2回目の救助活動では妙高、足柄他の艦も漂流者を収容している。那智は約50名を救助したという。『望遠鏡で見ると、どの味方僚艦の後甲板も、救助した捕虜が山積みされ、いまにもこぼれ落ちそうであった。』。その後、海上に漂流者多数を残して参謀長命により救助活動は中止された。救助中止は無電によるものと、足柄の石井勝射撃盤員は推測している。
3月3日午前6時半に乗員を涼ませるため浮上していた連合国潜水艦（艦名不詳）へ足柄が高角砲射撃を行い、海に飛び込んだ潜水艦乗員たちを駆逐艦潮が救助した。同日、捕虜100名を乗せた山風はマカッサルに到着した。
3月5日セレベス島マカッサルに入港した艦隊は、捕虜を陸軍捕虜収容所のトラックへ引き渡している。港内で足柄の隣だったオランダ病院船オプテンノールの看護婦たちは甲板上の捕虜たちと手を振り合っていた。

## 損害

### 日本軍艦艇
- 大破
  - 駆逐艦：朝雲（応急修理後、自力で戦場を離脱）[218]
  - 輸送船：徳島丸（空襲により擱座）

### 連合国軍艦艇
- 沈没
  - 重巡/エクセター(英)
  - 軽巡/デ・ロイテル(蘭)、ジャワ(蘭)
  - 駆逐艦/コルテノール(蘭)、エレクトラ(英)、ジュピター(英)、駆逐艦エンカウンター(英)、ポープ(米)
- 小破
  - 重巡/ヒューストン(米)

## 沈没艦艇の残骸消失問題
沈没した艦艇の残骸は2002年にアマチュアのダイバーが発見した。2016年、海戦75周年行事を準備中の国際調査団により、軽巡洋艦デ・ロイテル、ジャワの艦体ほぼ全てと駆逐艦コルテノールの大半が消えていることが判明した。オランダ国防省は、「戦死者への冒涜」として真相を究明する方針を示した。金属の転売を狙う違法業者が回収した可能性が指摘されている。